# تريفور سيم
تريفور سيم هو لاعب هوكي الجليد كندي، ولد في 9 يونيو 1970 في كالغاري في كندا.

## وصلات خارجية
- تريفور سيم على موقع دوري الهوكي الوطني (الإنجليزية)
- تريفور سيم على موقع قاعة مشاهير الهوكي (لاعب أن.إتش.أل) (الإنجليزية)
- تريفور سيم على موقع EliteProspects.com (الإنجليزية)
- تريفور سيم على موقع HockeyDB.com (الإنجليزية)
- تريفور سيم على موقع Hockey-Reference.com (الإنجليزية)